# RV Natsushima
Le RV Natsushima était un navire océanographique de la Japan Agency for Marine-Earth Science and Technology (JAMSTEC) dont le quartier général est à Yokosuka. il a été transféré en 2016 à une société privée du groupe Nippon Suisan Kaisha (Nissui).

## Historique
À l'origine, il a été construit comme navire de soutien du DSV Shinkai 2000 , en 1981. Cet engin de 24 tonnes était manœuvré du pont arrière avec une grue en châssis. Puis il a été modifié pour servir de navire de soutien au ROV Hyper-Dolphin , capable de mener des enquêtes à une profondeur maximale de 3000 mètres. Il pouvait aussi effectuer des relevés en eaux profondes ave le Deep Tow , un système de levé topographique remorqué, ainsi que des relevés de sédiments des fonds marins...
Le navire a été mis à la retraite en février 2016 en raison de son âge.
Nissui Marine Industry Co., Ltd. (une société d'ingénierie du groupe Nippon Suisan Kaisha) l'a racheté. Renommé Concept  et transféré au registre du port de Kitakyūshū, il a repris son service le 6 avril 2016. Il s'agit de la deuxième entreprise à posséder un navire de recherche privé.

## Galerie

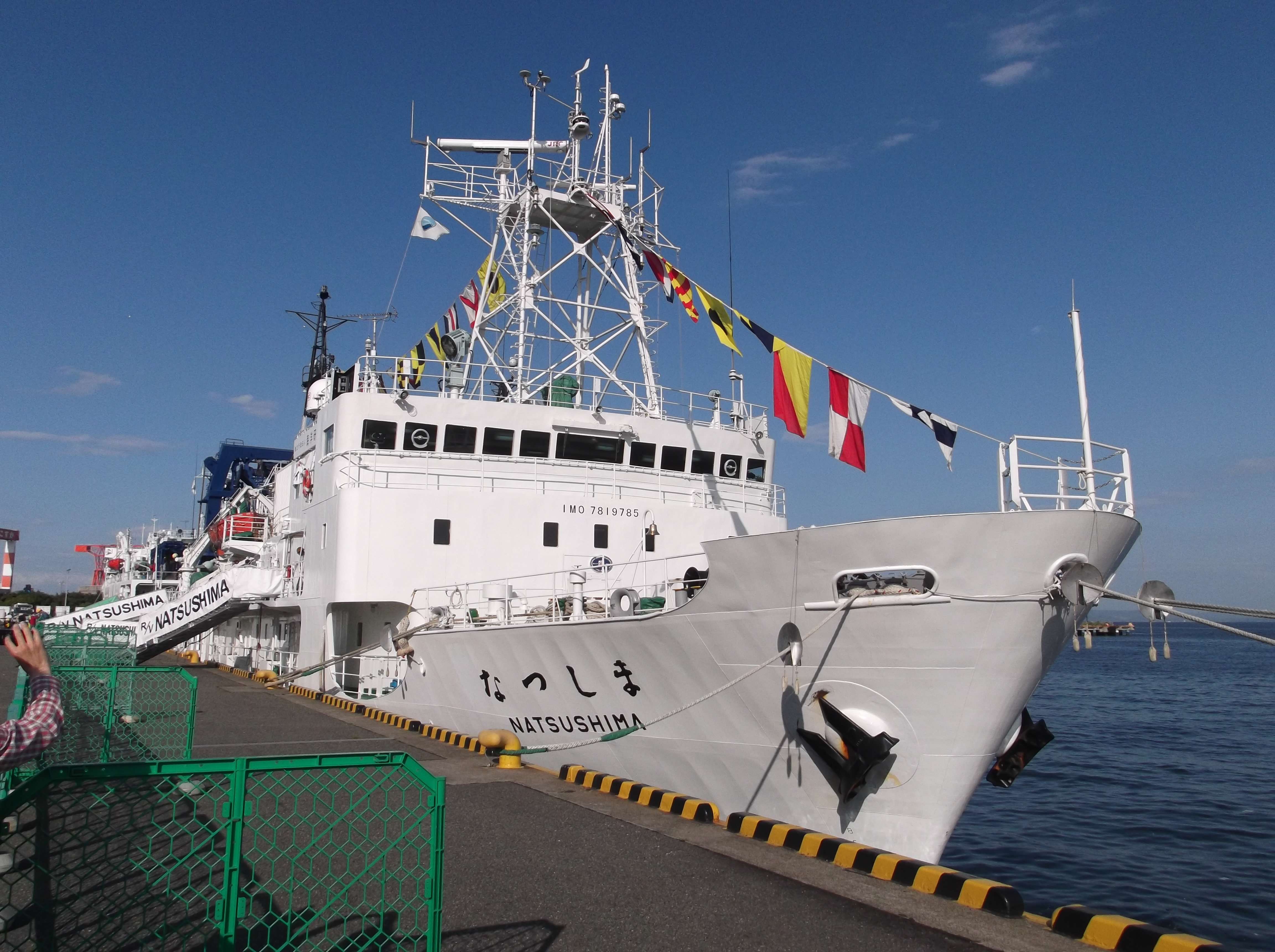
RV Natsushima (Yokosuka)
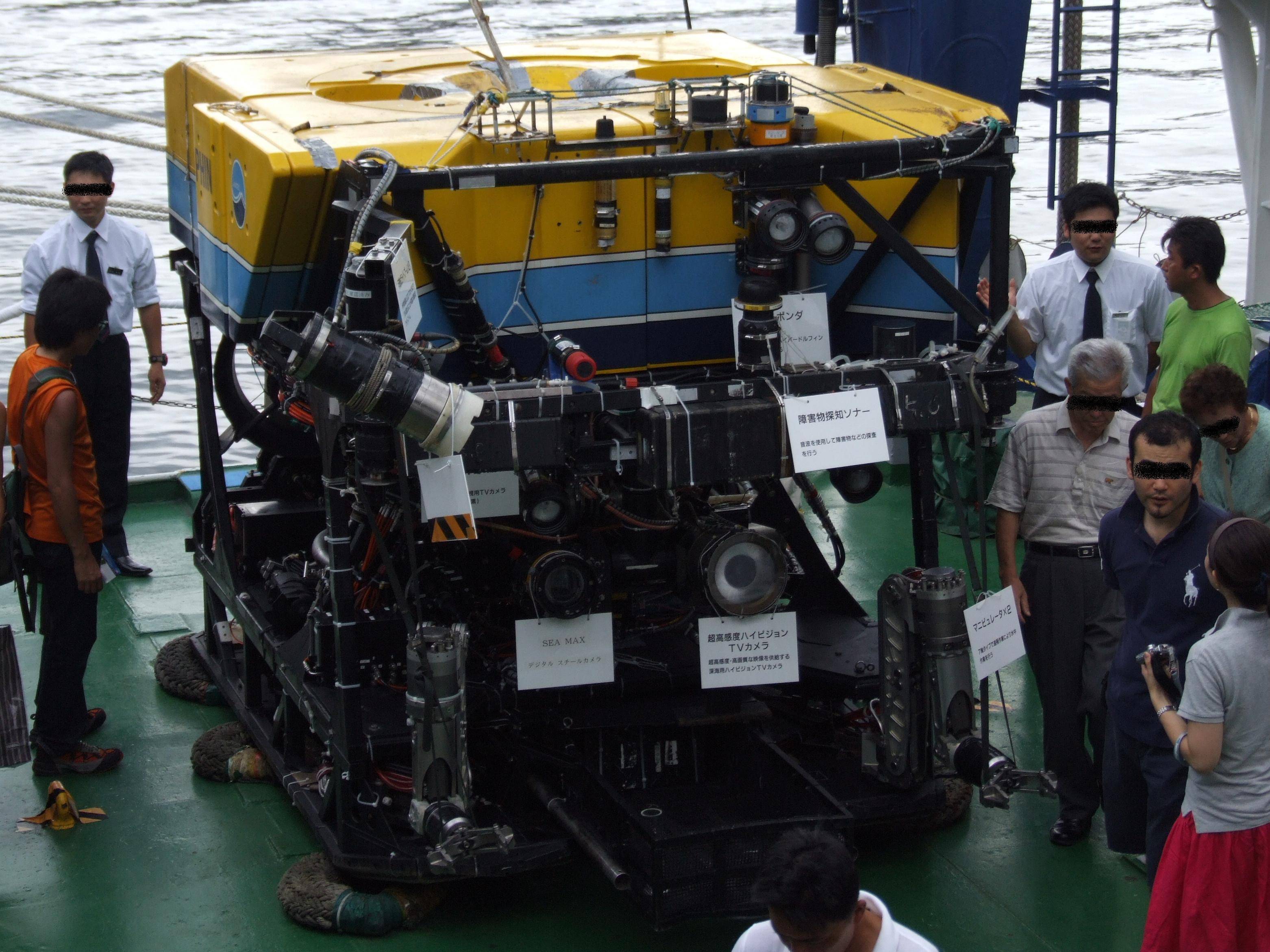
ROV Hyper-Dolphin

### Note et référence
1. ↑  Deep Submergence Research Vehicle SHINKAI 2000 (Jamstec)
2. ↑  4,500 m Class Remotely Operated Vehicle HYPER-DOLPHIN (Jamstec)
3. ↑  Deep Ocean Floor Survey System DEEP TOW (Jamstec)
4. ↑  Concept - Site marinetraffic.com

- (ja) Cet article est partiellement ou en totalité issu de l’article de Wikipédia en japonais intitulé « なつしま » (voir la liste des auteurs).